# Ressaca 3
Ressaca 3 (en anglès: The Hangover part III) és una pel·lícula del 2013 dirigida per Todd Phillips i protagonitzada per Bradley Cooper, Ed Helms Zach Galifianakis i Justin Bartha. La pel·lícula és la seqüela de Ressaca 2. Ara a Tailàndia! i l'última de la franquícia de Ressaca a Las Vegas. Es va estrenar el 23 de maig de 2013 als Estats Units. Ha estat doblada i subtitulada al català.

## Argument
Fa uns quants mesos que l'Alan ha deixat de prendre la medicació i la situació a casa seva és insostenible. El seu pare mor d'un atac de cor i la mare i la germana decideixen que el millor per a ell seria passar una temporada en un centre de rehabilitació que hi ha a Arizona. Els encarregats d'acompanyar-lo allà seran els seus amics, en Phil, l'Stu i en Doug, però quan fa una estona que són de viatge els empenyen fora de la carretera i començarà una altra aventura boja i perillosa.
La tercera pel·lícula de la saga és una "road movie" surrealista que explica: recuperar-se de les bestieses de joventut per poder arribar a l'edat adulta.

## Repartiment
- Bradley Cooper: Phillip "Phill" Wenneck.
- Ed Helms: Stuart "Stu" Price.
- Zach Galifianakis: Alan Garner.
- Justin Bartha: Doug Billings.
- Ken Jeong: Leslie Chow.
- Heather Graham: Jade.
- Jeffrey Tambor: Sid Garner.
- Gillian Vigman: Stephanie Wenneck.
- Sasha Barrese: Tracey Billings.
- Jamie Chung: Lauren Price.
- John Goodman: Marshall.
- Mike Epps: Doug Negre.
- Melissa McCarthy: Cassie.
- Grant Holmquist: Tyler.

## Rebuda
La pel·lícula va tenir critiques negatives per part dels crítics però positives per a l'audiència.
La pel·lícula té un índex d'aprovació del 21% a la web Rotten Tomatoes, basat en una suma de 170 opinions amb una nota mitjana de 4,0/10 el consens de la pàgina web diu:. "Té menys comèdia que un thriller fosc d'acció, Ressaca 3 s'aparta de la fórmula de la falta de memòria de la sèrie, però no ofereix res convincent en el seu lloc". Metacritic, que utilitza una mitjana ponderada, va assignar una puntuació de 30%, basat en els comentaris dels crítics de cinema. Enquestes d'audiència realitzats per CinemaScore va donar a la pel·lícula una qualificació de 'B'.
Contràriament, Christy Lemire, d'Associated Press va donar a la pel·lícula una crítica positiva, escrivint, "The Hangover Part III, que porta una altra mena de risc anant a llocs més foscos i més perillosos que els seus predecessors, tant artísticament: emocionalment. S'atreveix a alienar la pròpia audiència que va fer Ressaca a Las Vegas la més taquillera comèdia de classificació R de tots els temps".